# Юсуф II аль-Мустагані
Абу'л-Хайїя Юсуф II ібн Мухаммад аль-Мустагані (араб. أبو الحجاج يوسف الثاني لمستغني; бл. 1356 — 5 жовтня 1392) — 11-й емір Гранадського емірату в 1391—1392 роках.

## Життєпис

### Молоді роки
Походив з династії Насрідів. Син Мухаммада V, еміра Гранади. Народився близько 1356 року в Гранаді. У 1359, коли Юсуфу було близько трьох років, його батька скинули з престолу, і сім'я вирушила у вигнання до Фесу, столиці Марінідського султанату Марокко. 
У 1362 році батько зумів повернути трон Гранади. Проте марокканський султан Мухаммад II ас-Саїд намагався обміняти у Мухаммада V його сина Юсуфа на місто Ронда на Піренейському півострові. Але зрештою мусив поступитися, й Юсуф перебрався до Гранади. 1363 року його було призначено шейхом аль-гузатом (очільником) загонів газі.
Сприяв батькові у військових кампаніях проти Кастилії протягом 1370-х років, де здобув необхідний досвід командування. Втім до державних справ практично не мав стосунку. У 1391 році його було викликано до Гранади за підозрою у змові, але ще до прийняття рішення Мухаммад V помер, і Юсуф успадкував трон.

### Панування
Він прийняв почесний лакаб аль-Мустагні біллах («Той, хто задоволений Богом»). Він наказав арештувати візира свого батька Ібн Замрака. За цим було арештовано і страчено зведених братів еміра — Абу Насра Саада, Насра і Абу Абдаллаха Мухаммада. Потім було викрито змову нового візира Халіда, що спільно з лікарем Ях'єю ібн аль-Саєм планували отруїти Юсуфа II. 
У 1392 році знову призначив Ібн Замрака візиром. Відбувся короткочасний конфлікт з Кастилією. Водночас розкрив змову проти себе сина Мухаммада, якого пробачив. Втім вже у жовтні еміра було отруєно внаслідок змови сина Мухаммада, який посів трон. Причиною було бажання Юсуфа II призначити спадкоємцем сина Ахмада.